# Yarkant
| Uigurische Bezeichnung          | Uigurische Bezeichnung |
| ------------------------------- | ---------------------- |
| Arabisch-Persisch (Kona Yeziⱪ): | يەكەن ناھىيىسى         |
| Lateinisch (Yengi Yeziⱪ):       | Yəkən naⱨiyisi         |
| Kyrillisch (Sowjetunion):       | Йәркәнд наһийиси       |
| offizielle Schreibweise (VRCh): | Yarkant                |
| andere Schreibweisen:           | Yarkand                |
| Chinesische Bezeichnung         |                        |
| Kurzzeichen:                    | 莎车县                 |
| Langzeichen:                    | 莎車縣                 |
| Umschrift in Pinyin:            | Shāchē Xiàn            |

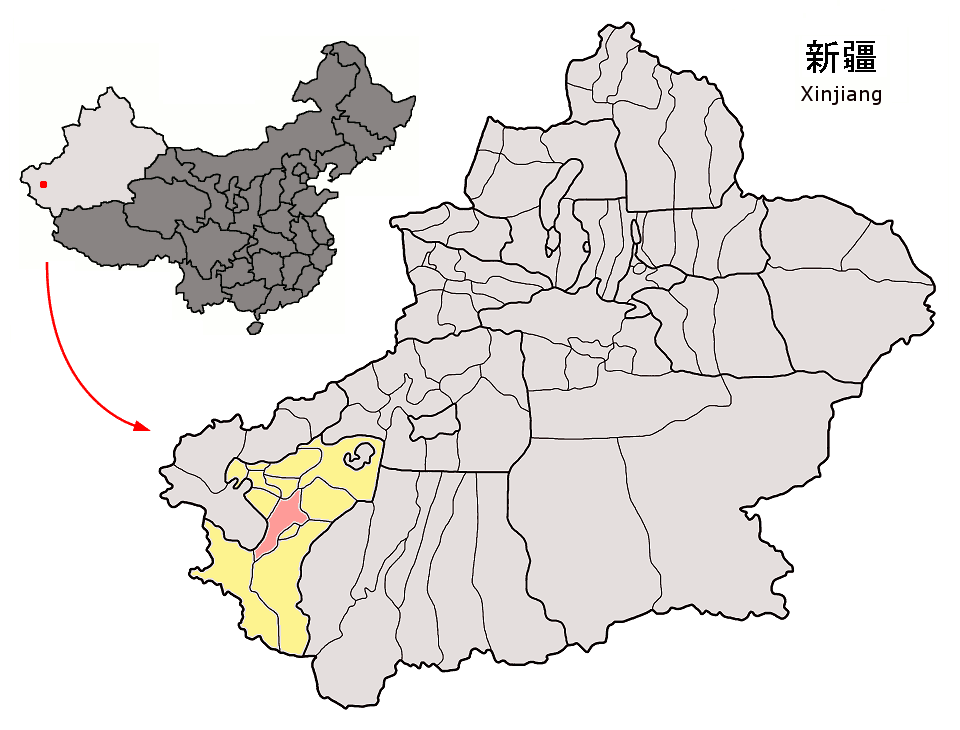
Lage von Yarkant (rosa) in Kaschgar (gelb)

Yarkant, auch Jarkand oder Jarkend genannt, ist ein Kreis des Regierungsbezirks Kaschgar im Uigurischen Autonomen Gebiet Xinjiang der Volksrepublik China. Er hat eine Fläche von 9.037 km² und 762.385 Einwohner (Stand: Zensus 2010).
Sein Hauptort ist die Großgemeinde Yarkant (Shache Zhen 莎车镇) (38°24'51" N, 77°14'49" O) zwischen den Städten Kaschgar und Hotan auf der südlichen Route der Seidenstraße im Westen des Tarimbeckens.
Yarkant war Zentrum des islamischen Yarkant-Khanat, das von 1514 bis 1680 bestand.

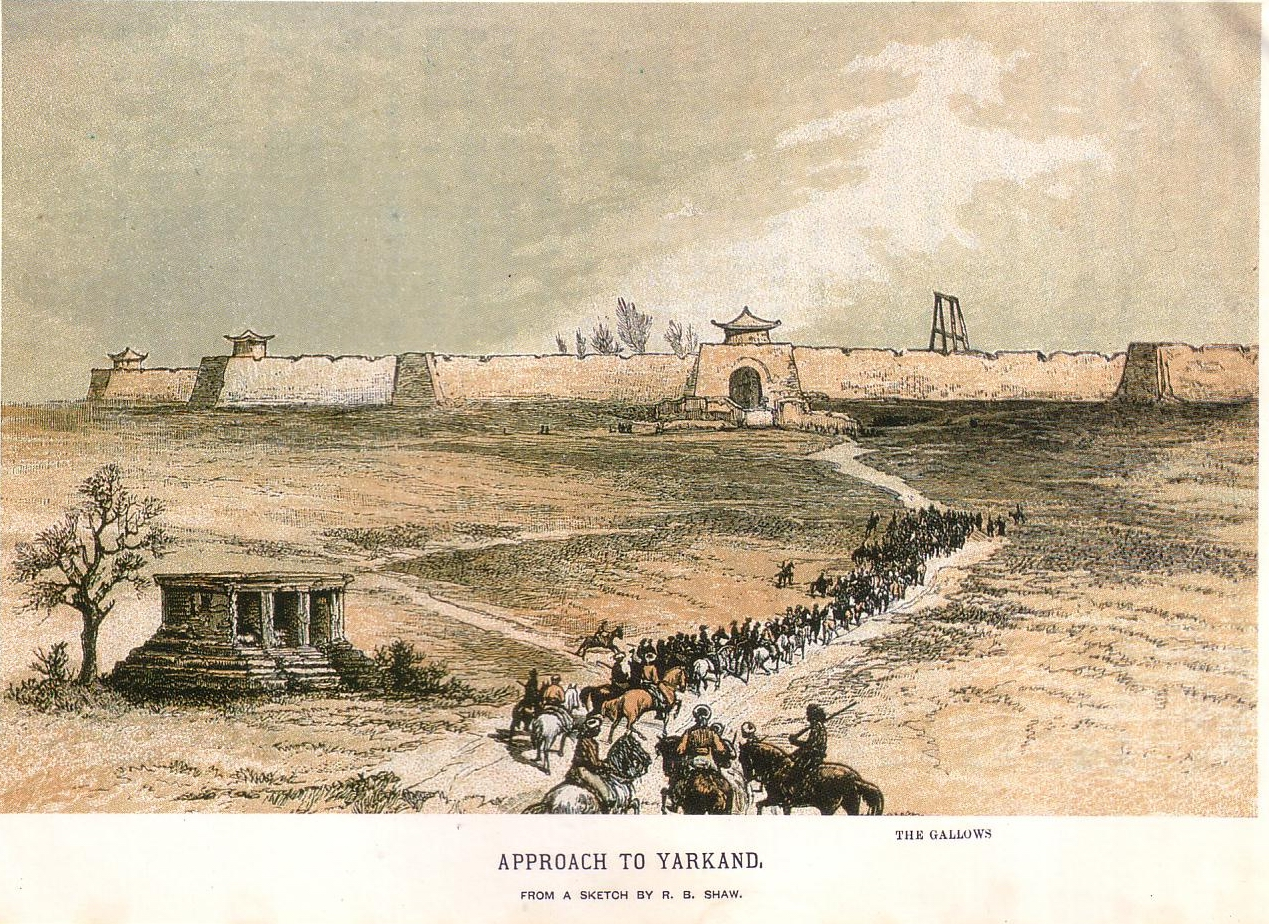
Yarkant im Jahr 1868
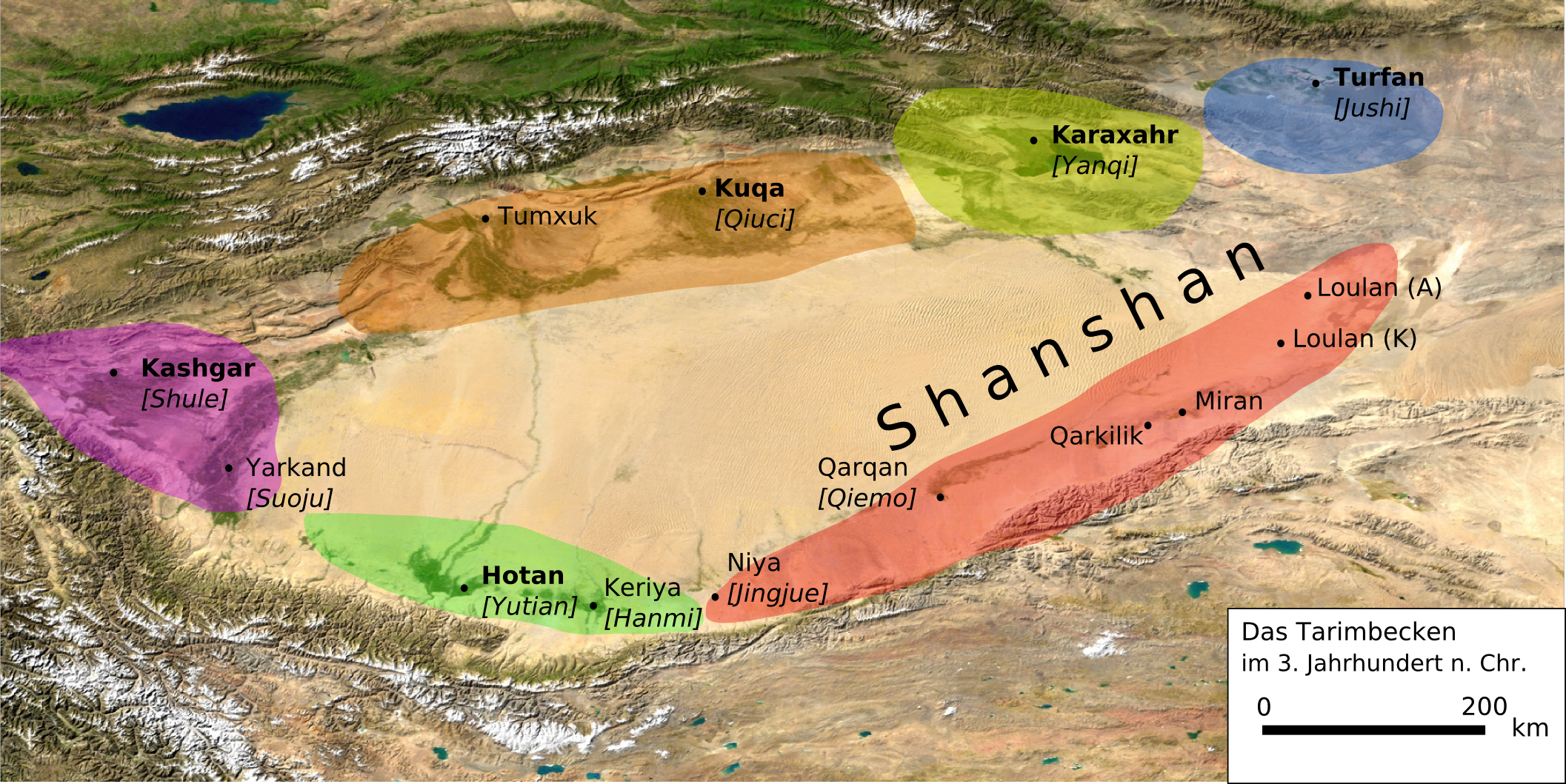
Tarimbecken im 3. Jahrhundert